# Lechaea dentifrons
Lechaea dentifrons är en insektsart som först beskrevs av Gutrin-mtneville 1844.  Lechaea dentifrons ingår i släktet Lechaea och familjen Flatidae. Inga underarter finns listade i Catalogue of Life.